# Ukë Rugova
Ukë Rugova (ur. 3 czerwca 1980 w Prisztinie) – kosowski ekonomista i przedsiębiorca, deputowany do Zgromadzenia Kosowa z ramienia Nowej Koalicji Kosowa.

## Życiorys
Ukończył studia ekonomiczne na Uniwersytecie w Prisztinie, następnie na Pepperdine University w Los Angeles. Od 2009 roku prowadzi własną działalność gospodarczą.
W latach 2010-2014 zasiadał w Zgromadzeniu Kosowa, gdzie reprezentował Nowę Koalicję Kosowa.

## Życie prywatne
Mieszka w Prisztinie. Deklaruje znajomość języka angielskiego, niemieckiego i włoskiego.